# Carl Auböck (Maler)
Carl Maria Auböck II (* 25. August 1900 in Wien; † 17. Juli 1957 ebenda) war ein österreichischer Maler und Designer.

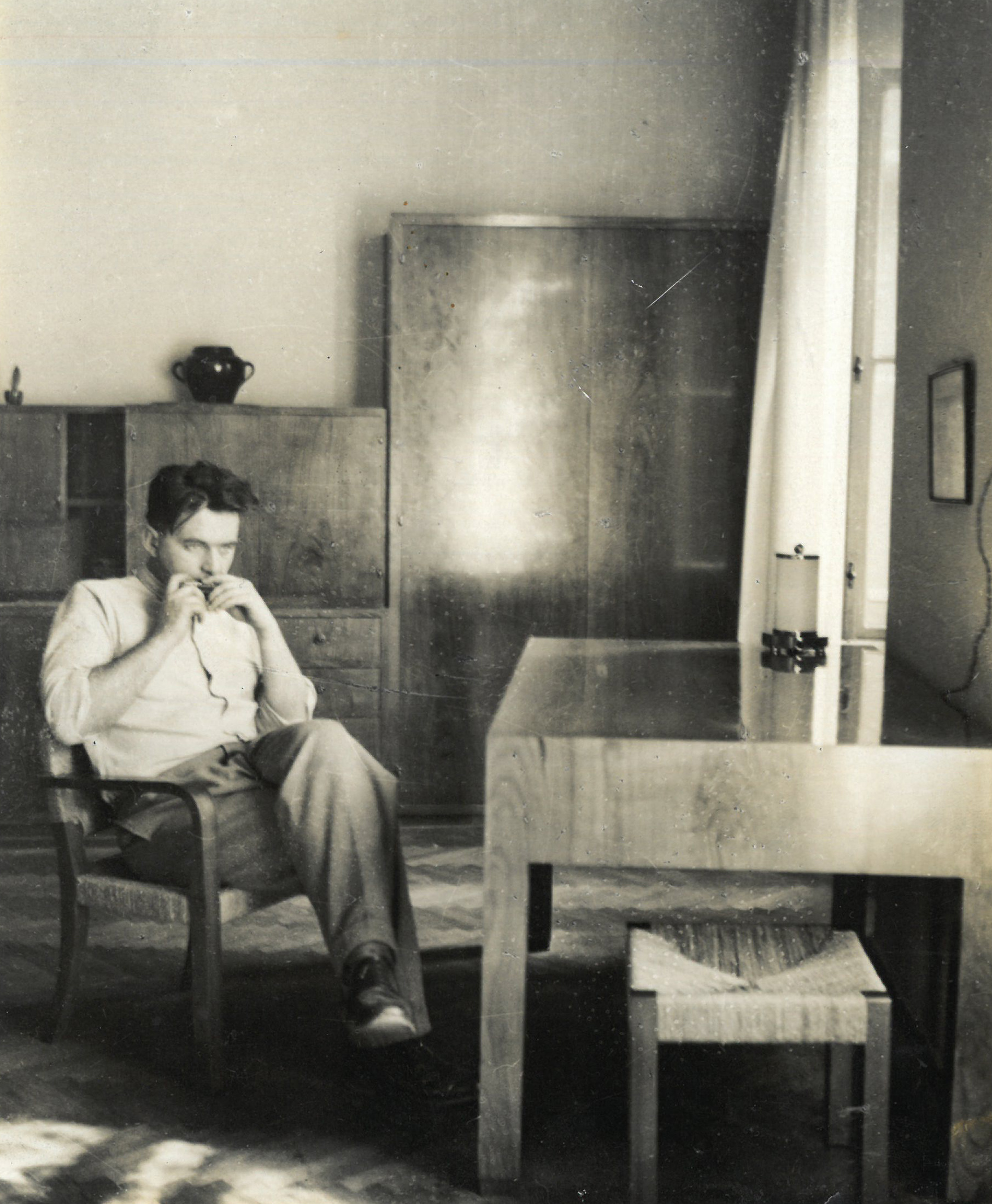
Der junge Carl Auböck in seinem Zimmer um 1930

## Leben bis 1938

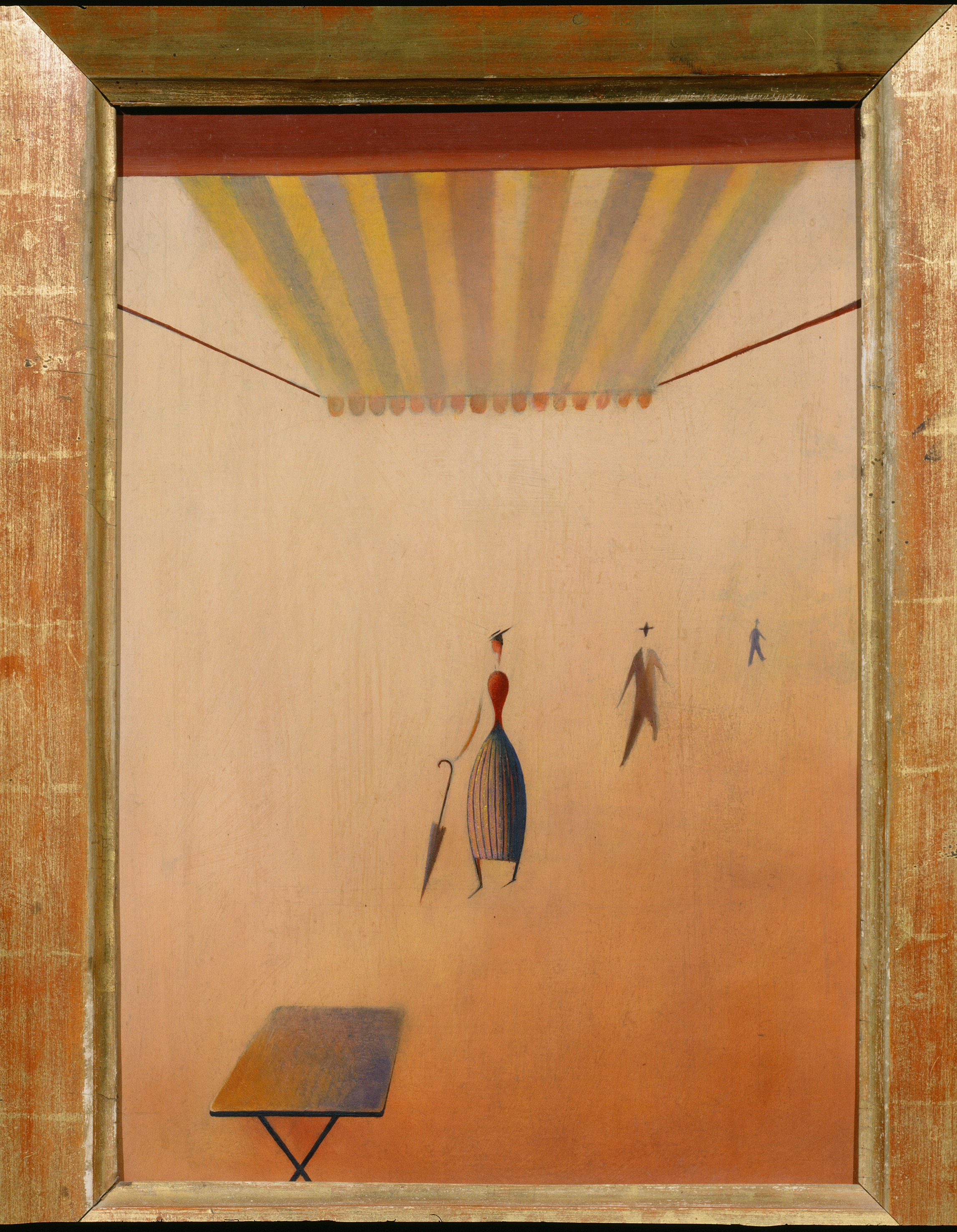
Carl Auböck, Straßenszene 1921

Carl Auböck wurde am 25. August 1900 als Sohn von Karl Heinrich Auböck (* 16. Oktober 1872 in Wien) und dessen Ehefrau Elisabeth (geborene Ritter; * 7. November 1875 in Wien; † 1. Juli 1961 ebenda) in Wien geboren und am 2. September 1900 auf den Namen Carl Maria getauft. Seine Eltern hatten am 30. Mai 1897 geheiratet.
Nach absolvierter Schulausbildung schloss Carl Auböck eine Lehre als Bronzearbeiter und Ziseleur in der Werkstätte seines Vaters Karl Auböck ab, der ein Erzeuger sogenannter „Wiener Bronzen“ war (naturalistisch dargestellte Tierskulpturen in sehr kleinen Formaten bis hin zu Bauskulpturen). Auböcks Vater Karl hatte einige Jahre in den Vereinigten Staaten von Amerika verbracht und war dort Ende des 19. Jahrhunderts Quäker geworden.

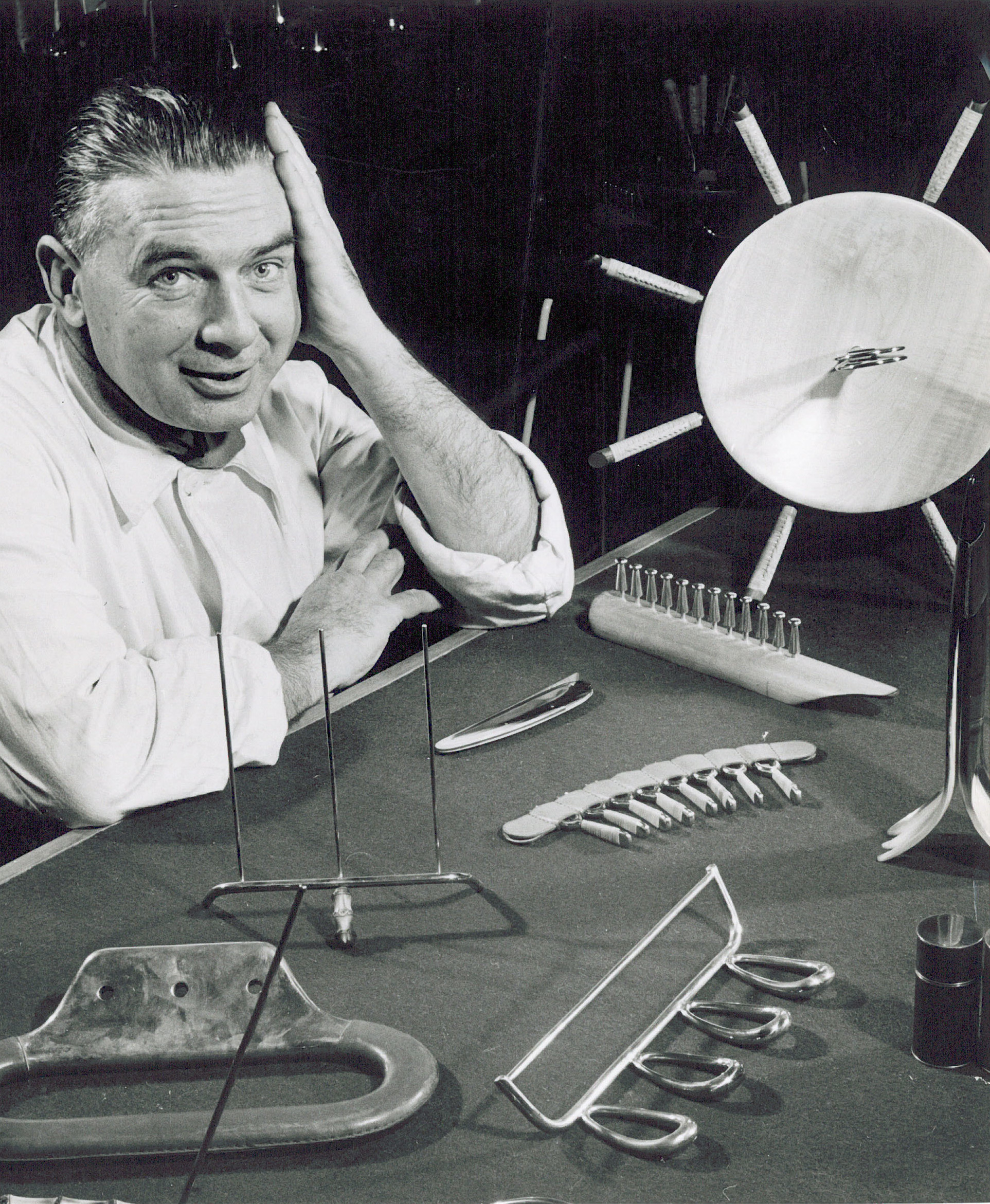
Carl Auböck um 1950

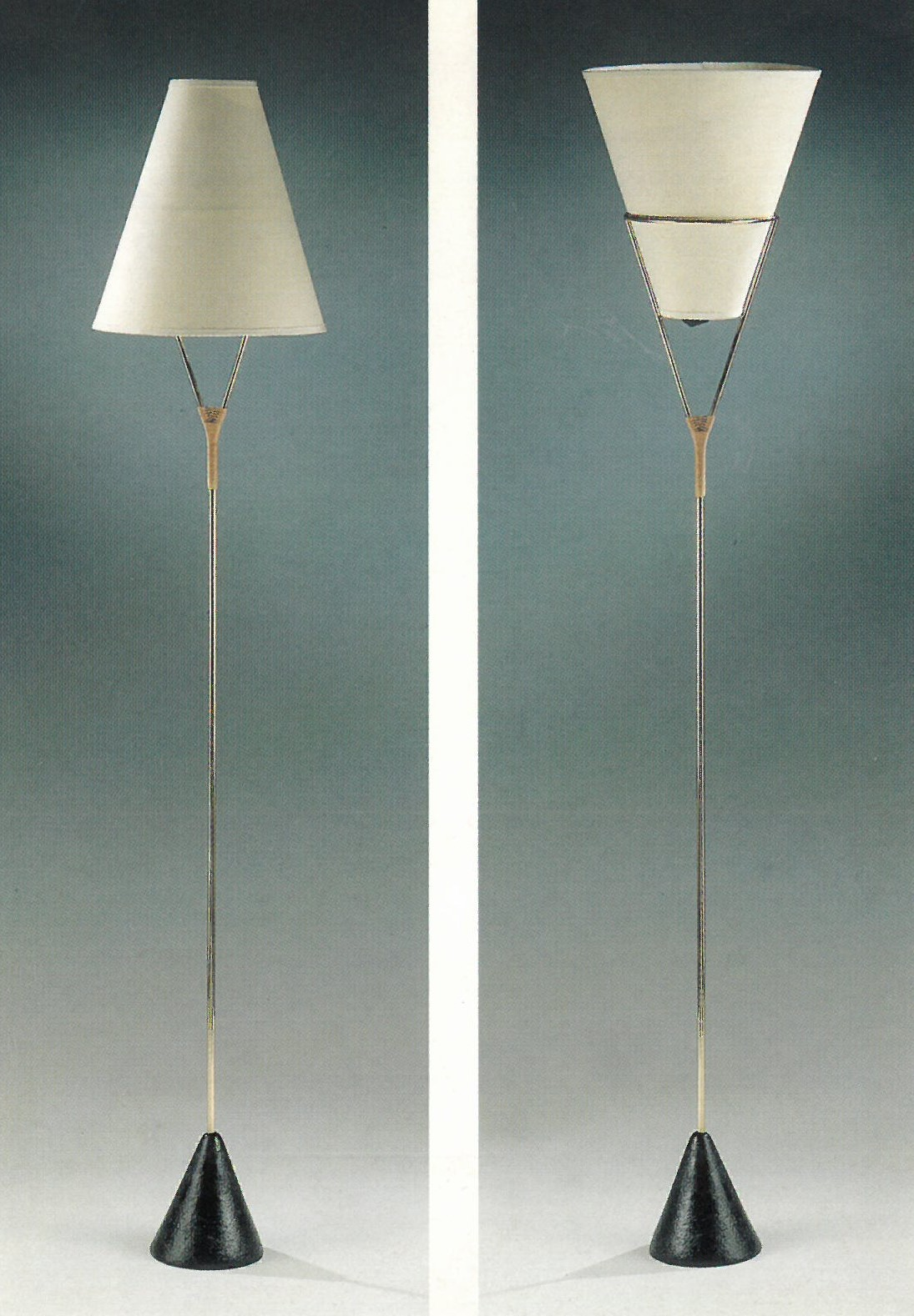
Karl Auböck Umkehrlampe 1950

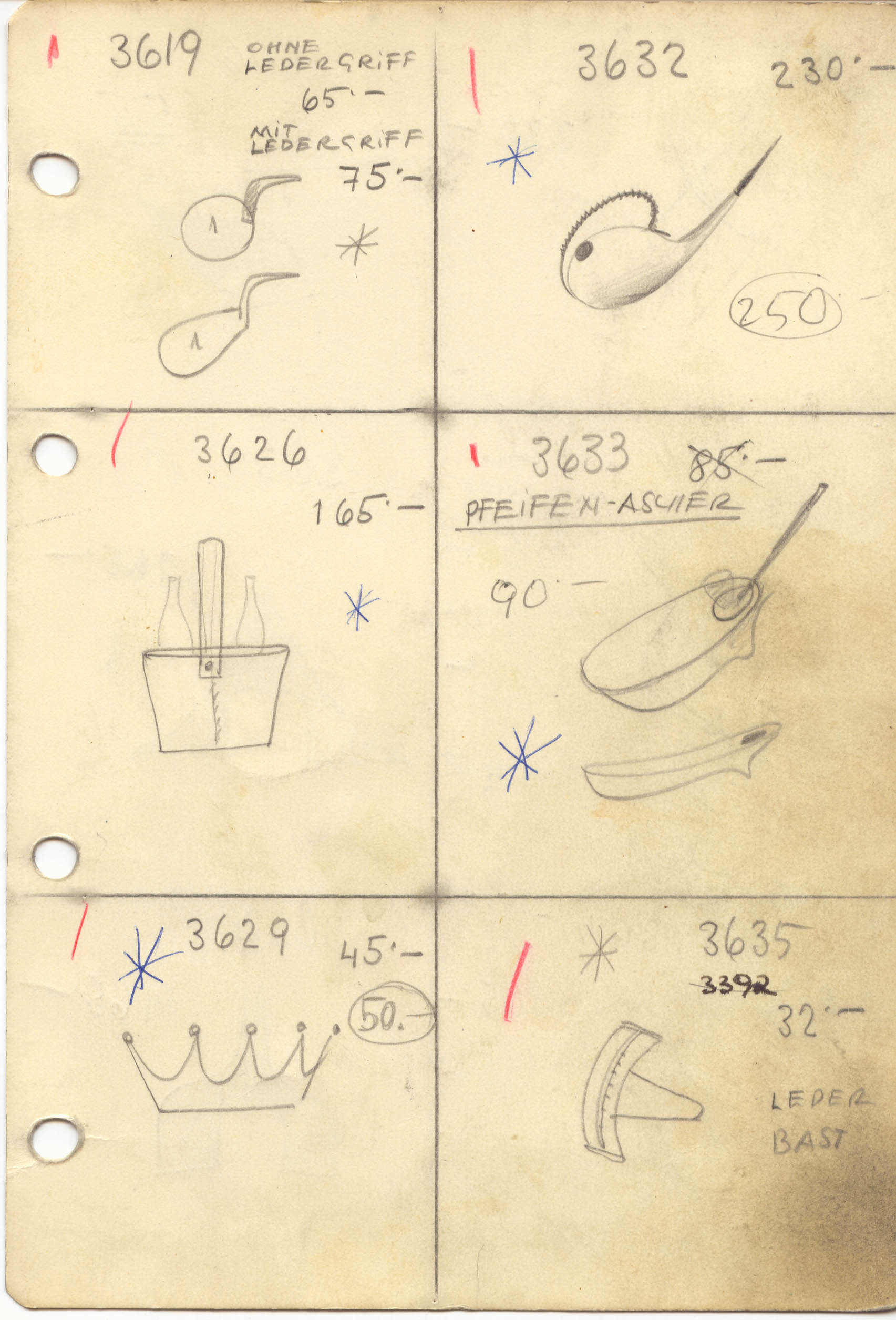
Karl Auböck Musterkatalog, um 1950

Früh erkannte Karl Auböck das kreative Talent seines Sohnes und förderte dieses nach seinen Möglichkeiten mit Zeichenkursen, ebenso wie jenes seiner Töchter Elisabeth und Valerie, die später beide kreative Berufe ergriffen.
1917–1918 besuchte Carl Auböck (auch Carl Auböck II) die Graphische Lehr- und Versuchsanstalt in Wien, 1917–1919 studierte er außerdem Malerei an der Akademie der bildenden Künste Wien. Zwar wurde er 1918 zum Militärdienst in der österreichischen Armee eingezogen, erhielt aber als Hochbegabter „Wehrbegünstigung“ und wurde vom Militärdienst freigestellt.
Gleichzeitig war er Schüler von Johannes Itten an dessen reformistisch orientierten Kunstschule in Wien (1916–1919). Auf Initiative Alma Mahlers, die Itten in der Wiener Kunstszene kennengelernt hatte, lud ihr Mann Walter Gropius Johannes Itten Ende Februar 1919 ein, als Meister im neuen Bauhaus in Weimar zu unterrichten. Anlässlich seines Weggangs von Wien folgten ihm etwa 16 Wiener Schüler nach Weimar und bildeten als „Wiener“ eine eigene Studentengruppe.
Carl Auböck wurde mit einem Empfehlungsschreiben Johannes Ittens vom 5. Juli 1919 an Gropius unterstützt und war ab Herbst 1919 bis 1921 Schüler in der Metallwerkstätte und im Vorkurs am Bauhaus in Weimar. In den 1920er Jahren war Auböck auch für seine abstrakten Aquarelle bekannt.
In Weimar konnte Auböck ein bescheidenes Atelier mit Alfred Lipovec im Prellhaus nutzen und lernte neue künstlerische Herangehensweisen kennen. Nach einer turbulenten Zeit an dieser neuen Schule in großer Mittellosigkeit und mit einem eskalierenden Zwist mit Itten verließ eine Gruppe – hauptsächlich Wiener Studenten – im Februar 1921 das Bauhaus. Carl Auböck reiste mit seinen Kollegen Franz Probst, Hans Breustedt und anderen nach Florenz.
Durch die Zeichnungen und auch Gemälde dieser Zeit ist der kreative Werdungsprozess Carl Auböcks nachzuvollziehen. Schriftliches ist leider verschollen. Aus den 1920er Jahren sind eine Anzahl von Landschaftsdarstellungen, Porträts aber auch abstrakte Kompositionen (Gouachen und Aquarelle) erhalten, die eine feine Pinselführung und besonders ausgewogene Kompositionstechnik in der Abstraktion zeigen.
Nach seinem italienischen Aufenthalt arbeitete Carl Auböck um 1922 in einer Metallwerkstätte im tschechoslowakischen Müglitz (heute Mohelnice), die mit der Herstellung von liturgischer Gerätschaft und deren Reparatur beschäftigt war. Ab 1923 war Auböck wieder in Wien und arbeitete mit seinem Vater in dessen Werkstätte. Auböcks Vater Karl starb 1925.
Die Fortführung der Werkstätte in den wirtschaftlich schwierigen Jahren der Zwischenkriegszeit oblag jetzt Carl Auböck und dessen Mutter Elisabeth. In dieser Situation soll Karl Berg, Kaufmann, Bruder des Komponisten Alban Berg, den entscheidenden Impuls für die Entwicklung der Werkstätte gegeben zu haben. Berg unterhielt rege wirtschaftliche Verbindungen zu „department stores“, Kaufhäusern (etwa Macy’s, Bloomingdales in New York, Neiman-Marcus in Dallas, Texas) in den USA und förderte den Handel mit den Produkten Carl Auböcks dort.
Carl Auböck heiratete in Wien am 5. Juni 1923 Mara Utschkunowa (1894–1987) aus Plovdiv, die einzige bulgarische Bauhausschülerin und auch Hilfsassistentin des Meisters Georg Muche war. Trauzeugen waren der Architekt Otto Breuer und der Kunsthandwerker Alfred Lipovec, ehemalige Mitschüler am Bauhaus. Am 6. Jänner 1924 kam ihr einziges Kind Carl Auböck III auf die Welt.
In den 1920er Jahren fanden Carl Auböcks ersten „Gehversuche“ als selbstständiger Designer und Handwerker statt. Er verfolgte die Umgestaltung bestehender Produkte der Werkstätte, zumeist im Stile des gerade aktuellen „Art Deco“ – etwa Decanter und Lampen, dokumentiert in deren frühen Verkaufskatalogen. Durch rege Kommunikation mit amerikanischen Einkäufern, aber auch europäischen Geschäftspartnern entstand eine stetig wachsende Kollektion an Gegenständen, orientiert an den Wünschen eines bürgerlichen, aber modern orientierten Kundenstocks. Es begann eine Zeit der Materialexperimente und -kombinationen, deren raffinierter Einsatz in Serie gebracht – über die nächsten Jahre – zum Alleinstellungsmerkmal der Werkstätte Carl Auböcks wurden, wobei der Einfluss des Weimarer Bauhauses spürbar blieb. Die Dessauer Phase des Bauhauses einer durch Handwerk verfeinerten Industrieproduktion sollte erst in den Arbeiten seines Sohns Carl Auböck III einfließen.
Die künstlerischen Werke Carl Auböcks werden von Historikern nahe den Kunstströmungen des Surrealismus oder Kinetismus verortet, Sammler schätzen die humorvolle Wiener Leichtigkeit der Entwurfsideen und die besonders qualitätsvolle Ausführung, die sich zumeist internationalen Vergleichen entziehen. Seine Leistungen als Produktdesigner im Bereich Wohnkultur und als bildender Künstler wurden durch zahlreiche Ausstellungen und Auszeichnungen gewürdigt: 1933 erhielt er eine Anerkennung bei der Weltausstellung in Chicago, 1940 eine Goldmedaille der Triennale in Mailand, 1943 war Auböck in Ausstellungen in Zürich, Bern und Barcelona präsent, 1944 erhielt er im Rahmen einer Ausstellung im Kunsthandwerkverein in Wien (vor 1938 „Österreichischer Werkbund“, heute „Österreichische Werkstätten“), den er mitbegründet hatte, die Alfred Roller Medaille.

## Zeit des Nationalsozialismus
Carl Auböck war seit Mai 1933 illegales Mitglied der NSDAP, zudem Angehöriger der SA, er erreichte den Rang eines SA-Scharführers. Am 20. Mai 1938 beantragte er die reguläre Aufnahme in die NSDAP und wurde rückwirkend zum 1. Mai desselben Jahres aufgenommen (Mitgliedsnummer 6.334.567). Nach dem „Anschluss“ Österreichs an das Deutsche Reich erhielt Auböck in eigenen Worten „auf sein Drängen“ hin die „SA-Erinnerungsmedaille“, und wurde so als „Alter Kämpfer“ eingestuft.
Carl Auböck wurde 1942 zur Hilfspolizei einberufen. In den Wirren des Kriegsendes innerhalb der Stadt Wien gelang es ihm im April 1945 mit einigen Kollegen vom Dienst zu desertieren. Nach Kriegsende 1945 wurde Auböck aufgrund seiner Einstufung als „Alter Kämpfer“ zwischen Mai und November 1945 insgesamt dreimal im Landesgericht I in Wien und wahrscheinlich auch im Arbeitslager Oberlanzendorf in Untersuchungshaft genommen, und wegen der oben genannten Gründe angeklagt. Das Verfahren wurde allerdings ohne Verurteilung eingestellt. Auböcks Anträge auf Haftentschädigung wurden abgelehnt.

## Nach dem Krieg
Ab 1947 produzierte Carl Auböck auch Leuchten und Kleinmöbel. Weltbekannt wurde Auböcks „Baumtisch“. Diese Produktidee, die einem zufälligen Materialfund geschuldet war und Jahre danach zusammen mit dem in Leder eingenähten Kieselstein vom Wiener Donaustrand und dem „Simperlständer“ etc. als „Objets trouvés“ in die entsprechende Kunstsparte von der aktuell aktiven Historikerschaft einsortiert wurde, entsprangen der Idee „aus dem Nichts etwas zu machen“, dies war wiederum eine dem Bauhaus der Weimarer Zeit verpflichtete Grundidee.
Ende der 1940er Jahre war Carl Auböcks produktivste Zeit, in der die Mehrzahl seiner ikonischen Werke entstand, darunter auch eine Skulpturengruppe, die Wiener Künstler und Architekten zeigt. Zu Auböcks Freundeskreis dieser Zeit gehörten unter anderem Lülja Praun, Fritz Wotruba, Gyula Páp und Sergius Pauser.
Gegen Ende der 1940er Jahre begann auch die Zusammenarbeit mit seinem Sohn Carl Auböck III.
1954 erhielten Vater und Sohn auf der Mailänder Triennale vier Goldmedaillen für ihre gemeinsamen Entwürfe; unter anderem für das Besteck 2060 (Amboss), das eine symbiotische Zusammenführung von organisch subtil zurückhaltender Linienführung des Vaters und der direkten Entscheidung zu klaren Formen des Sohnes zeigt. Die Prototypen wurden von Auböcks Sohn aus Messing in seiner Werkstätte hergestellt, anschließend gemeinsam bis zur Serienreife modifiziert und mit einem innovativen Verpackungskonzept (Sperrholzkiste mit Lederbändern) versehen.
Der Gesamteindruck dieser neuartigen Anwendung des Materials „stainless steel“ für Essbesteck, angeboten in einer Holzkiste, die in ihrer Formensprache an eine Überseefrachtkiste mit einem im Deckel eingebranntem Logo eines Amboss gemahnte, wirkte wie eine Persiflage auf die bisher bekannten, vorgeblich preziosen Samtbesteckschatullen, damals noch zentraler Bestandteil bürgerlicher Hochzeitslisten. Das Besteck 2060 (Amboß) wurde das erste in größerer Stückzahl und mit großem Erfolg vermarktete Design der Familie Auböck.
Nach den Erfahrungen des Weltkriegs, eines kulturellen Zusammenbruchs in Europa und der Mangelzeit des Jahrzehnts danach waren solche Produkte, zusammen mit der Entwicklung skandinavischem Designs zur gleichen Zeit eine Art Programm für die Zukunft der europäischen Formgestaltung, gleichsam ein Symbol für einen möglichen Weg aus der Zeit der „unterbrochenen Moderne“, wie von den Autoren Reinhart Moritzen, Albert Vinzens und Stefan Weishaupt benannt.
Carl Auböcks Sohn forschte Anfang der 1950er Jahre als Fulbright-Stipendiat am MIT in Boston zum Thema: „Prefabrikation als Antwort auf die Wohnungsfrage“, nahm Kontakt zu Walter Gropius und Charles Eames in Kalifornien auf und beeinflusste damit auch das Spätwerks seines Vaters. Konsequent verfolgte letzterer sein malerisches Werk weiter, wobei Landschaftsdarstellungen aus der Umgebung Wiens mit abstrakten Werken wechselten, wie visionäre Vorentwürfe seiner Produktideen.
Carl Auböck starb nach kurzer schwerer Erkrankung am 17. Juli 1957 in Wien. Er wurde am Wiener Zentralfriedhof bestattet.
Bis heute stehen seine Entwürfe im Mittelpunkt der im Familienbetrieb produzierten Kollektion.

## Ehrungen
- 2010 wurde das Werk von Carl Auböck vom Österreichischen Bundesdenkmalamt unter Denkmalschutz gestellt.
- 2002 wurde in der Donaustadt in Wien die Carl-Auböck-Promenade nach ihm benannt.
- 1997 (25. September – 23. November) fand im Historischen Museum der Stadt Wien die Sonderausstellung „Carl Auböck 1900-1957, Maler und Designer“ statt.[10]